# Hadashi no Mirai/Kotoba Yori Taisetsu na Mono
Hadashi no Mirai/Kotoba Yori Taisetsu na Mono (ハダシの未来 / 言葉より大切なもの?) è l'undicesimo singolo del gruppo musicale giapponese Arashi, pubblicato il 3 settembre 2001. Il brano è incluso nell'album Iza, Now!, quinto lavoro del gruppo. Il singolo ha raggiunto la seconda posizione della classifica Oricon dei singoli più venduti in Giappone, vendendo 222.687. Il singolo è stato certificato disco di platino. Il brano è usato come sigla del dorama Stand Up!, che vede protagonista  Kazunari Ninomiya affiancato da Tomohisa Yamashita, Hiroki Narimiya e Shun Oguri.

## Tracce
CD Singolo JACA-5010
1. Hadashi no Mirai (ハダシの未来)
2. Kotoba Yori Taisetsu na Mono (言葉より大切なもの)
3. Hadashi no Mirai (Original Karaoke) (ハダシの未来)
4. Kotoba Yori Taisetsu na Mono (Original Karaoke) (言葉より大切なもの)

## Classifiche
| Classifica (2001) | Posizione più alta |
| ----------------- | ------------------ |
| Giappone (Oricon) | 1                  |